# Holcosus niceforoi
Holcosus niceforoi är en ödleart som beskrevs av  Dunn 1943. Holcosus niceforoi ingår i släktet Holcosus och familjen tejuödlor. Inga underarter finns listade i Catalogue of Life.
Arten förekommer i Colombia nordväst om Bogotá. Den lever i kulliga regioner och i bergstrakter mellan 200 och 1300 meter över havet. Habitatet utgörs av torra skogar, fuktiga skogar, trädgårdar och odlingsmark. Honor lägger ägg. Med artepitetet i det vetenskapliga namnet hedras Hermano Niceforó Maria som hittade typexemplaret.
För beståndet är inga hot kända. Några exemplar faller offer för katter. IUCN listar arten som livskraftig (LC).